# 杭州榆
杭州榆（学名：Ulmus changii）是榆科榆属的植物，是中国的特有植物。分布于中国大陆的湖北、四川、安徽、福建、江西、浙江、湖南、江苏等地，生长于海拔200米至800米的地区，一般生长在山坡、谷地和溪旁之阔叶林中，目前尚未由人工引种栽培。

## 异名
- Ulmus changii Cheng var. kunmingensis (Cheng) Cheng et L. K. Fu
- Ulmus kunmingensis Cheng